# Chiquilito Erse
Francisco José Chiquilito Coimbra Erse (Manaus, 19 de dezembro de 1949 – Porto Velho, 7 de julho de 2001) foi um político brasileiro que foi prefeito da capital rondoniense por duas vezes.

## Biografia
Filho de Austerliz de Menezes Erse e Helena Coimbra Erse. Em 1974 concluiu o curso de Administração na Universidade Federal do Amazonas com especialização em Planejamento Rural Integrado pela Universidade Federal do Ceará. Nomeado Secretário de Administração do governo Jorge Teixeira em 1979, atuou na transição de Rondônia de território a estado em 1981 durante o governo João Figueiredo. Eleito deputado federal pelo PDS em 1982 foi um dos fundadores do PFL no estado, partido pelo qual disputou a eleição para prefeito de Porto Velho em 1985 e para senador em 1986 e nesta última, embora tenha sido o mais votado, perdeu graças ao casuísmo da sublegenda. Migrou para o PTB e em 1988 foi eleito prefeito de Porto Velho. Em nova mudança de sigla ingressou no PDT e foi candidato a governador de Rondônia em 1994 num despique onde foi derrotado por Valdir Raupp em segundo turno e em 1996 foi eleito prefeito de Porto Velho pela segunda vez, renunciando ao cargo por razões de saúde.